# Élections législatives de 1997 dans le Haut-Rhin
Les élections législatives françaises de 1997 se déroulent le 25 mai et le 1er juin 1997. Dans le département du Haut-Rhin, sept députés sont à élire dans le cadre de sept circonscriptions.

## Élus
| Circonscription | Député sortant     | Parti | Parti     | Député élu ou réélu  | Parti | Parti         |
| --------------- | ------------------ | ----- | --------- | -------------------- | ----- | ------------- |
| 1re             | Gilbert Meyer      |       | RPR       | Gilbert Meyer        |       | RPR           |
| 2e              | Jean-Paul Fuchs    |       | UDF (CDS) | Marc Dumoulin        |       | Divers droite |
| 3e              | Jean-Luc Reitzer   |       | RPR       | Jean-Luc Reitzer     |       | RPR           |
| 4e              | Jean Ueberschlag   |       | RPR       | Jean Ueberschlag     |       | RPR           |
| 5e              | Joseph Klifa       |       | UDF (FD)  | Jean-Marie Bockel    |       | PS            |
| 6e              | Jean-Jacques Weber |       | UDF (CDS) | Jean-Jacques Weber   |       | UDF (CDS)     |
| 7e              | Michel Habig       |       | RPR       | Jean-Pierre Baeumler |       | PS            |

## Résultats

### Résultats à l'échelle du département
| Parti          | Parti                              | Premier tour | Premier tour | Second tour | Second tour | Sièges |
| Parti          | Parti                              | Voix         | %            | Voix        | %           | Sièges |
| -------------- | ---------------------------------- | ------------ | ------------ | ----------- | ----------- | ------ |
|                | Rassemblement pour la République   | 66 820       | 22,57        | 101 299     | 34,62       | 3      |
|                | Union pour la démocratie française | 30 829       | 10,41        | 45 987      | 15,72       | 1      |
|                | Divers droite                      | 12 376       | 4,18         | 21 768      | 7,44        | 1      |
|                | La Droite indépendante             | 5 386        | 1,82         |             |             | 0      |
|                | Droite parlementaire               | 115 411      | 38,99        | 169 054     | 57,78       | 5      |
|                |                                    |              |              |             |             |        |
|                | Parti socialiste                   | 59 144       | 19,98        | 87 266      | 29,83       | 2      |
|                | Les Verts                          | 11 234       | 3,80         |             |             | 0      |
|                | Divers gauche dont MDC             | 7 553        | 2,55         | 0           |             |        |
|                | Parti communiste français          | 7 229        | 2,44         | 0           |             |        |
|                | Gauche plurielle                   | 85 160       | 28,77        | 87 266      | 29,83       | 2      |
|                |                                    |              |              |             |             |        |
|                | Front national                     | 59 241       | 20,01        | 36 256      | 12,39       | 0      |
|                | Divers écologiste dont MÉI et GÉ   | 14 598       | 4,93         |             |             | 0      |
|                | Extrême gauche dont LO             | 8 792        | 2,97         | 0           |             |        |
|                | Régionaliste                       | 4 746        | 1,60         | 0           |             |        |
|                | Divers                             | 4 485        | 1,52         | 0           |             |        |
|                | Extrême droite                     | 3 573        | 1,21         | 0           |             |        |
|                |                                    |              |              |             |             |        |
| Inscrits       | Inscrits                           | 458 065      | 100,00       | 458 057     | 100,00      | 7      |
| Abstentions    | Abstentions                        | 146 027      | 31,88        | 141 043     | 30,79       |        |
| Votants        | Votants                            | 312 038      | 68,12        | 317 014     | 69,21       |        |
| Blancs et nuls | Blancs et nuls                     | 16 032       | 5,14         | 24 438      | 7,71        |        |
| Exprimés       | Exprimés                           | 296 006      | 94,86        | 292 576     | 92,29       |        |

### Résultats par circonscription

#### Première circonscription (Colmar)
| Candidat       | Candidat                    | Parti          | Premier tour | Premier tour | Second tour | Second tour |  |
| Candidat       | Candidat                    | Parti          | Voix         | %            | Voix        | %           |  |
| -------------- | --------------------------- | -------------- | ------------ | ------------ | ----------- | ----------- |  |
|                | Gilbert Meyer sortant réélu | RPR            | 15 686       | 38,31        | 23 882      | 58,58       |  |
|                | Serge Rosenblieh            | PS             | 9 788        | 23,90        | 16 885      | 41,42       |  |
|                | René Becker                 | FN             | 7 236        | 17,67        |             |             |  |
|                | Michel Breuzard             | GÉ             | 1 831        | 4,47         |             |             |  |
|                | Guy Waehren                 | Les Verts      | 1 798        | 4,39         |             |             |  |
|                | Alphonse Peter              | diss. UDF      | 1 549        | 3,78         |             |             |  |
|                | Christian Rousset           | LO             | 1 221        | 2,98         |             |             |  |
|                | Simone Huck-Bargmann        | LDI (MPF)      | 1 037        | 2,53         |             |             |  |
|                | Gil Michel                  | PCF            | 800          | 1,95         |             |             |  |
|                |                             |                |              |              |             |             |  |
| Inscrits       | Inscrits                    | Inscrits       | 64 178       | 100,00       | 64 175      | 100,00      |  |
| Abstentions    | Abstentions                 | Abstentions    | 20 964       | 32,67        | 20 367      | 31,74       |  |
| Votants        | Votants                     | Votants        | 43 214       | 67,33        | 43 808      | 68,26       |  |
| Blancs et nuls | Blancs et nuls              | Blancs et nuls | 2 268        | 5,25         | 3 041       | 6,94        |  |
| Exprimés       | Exprimés                    | Exprimés       | 40 946       | 94,75        | 40 767      | 93,06       |  |

#### Deuxième circonscription (Wintzenheim)
| Candidat       | Candidat                | Parti          | Premier tour | Premier tour | Second tour | Second tour |  |
| Candidat       | Candidat                | Parti          | Voix         | %            | Voix        | %           |  |
| -------------- | ----------------------- | -------------- | ------------ | ------------ | ----------- | ----------- |  |
|                | Jean-Paul Fuchs sortant | UDF (CDS)      | 10 808       | 24,36        | 15 242      | 41,18       |  |
|                | Marc Dumoulin élu       | Divers droite  | 8 158        | 18,39        | 21 768      | 58,82       |  |
|                | Christian Fricker       | FN             | 8 092        | 18,24        |             |             |  |
|                | Henri Stoll             | Les Verts      | 7 025        | 15,84        |             |             |  |
|                | Christine Mayer-Barthet | Divers gauche  | 5 551        | 12,51        |             |             |  |
|                | Anne Zimmerlin          | LO             | 1 845        | 4,16         |             |             |  |
|                | Patrice Armusieaux      | GÉ             | 1 544        | 3,48         |             |             |  |
|                | Guy Buecher             | PCF            | 1 338        | 3,02         |             |             |  |
|                |                         |                |              |              |             |             |  |
| Inscrits       | Inscrits                | Inscrits       | 68 158       | 100,00       | 68 154      | 100,00      |  |
| Abstentions    | Abstentions             | Abstentions    | 20 844       | 30,58        | 23 626      | 34,67       |  |
| Votants        | Votants                 | Votants        | 47 314       | 69,42        | 44 528      | 65,33       |  |
| Blancs et nuls | Blancs et nuls          | Blancs et nuls | 2 953        | 6,24         | 7 518       | 16,88       |  |
| Exprimés       | Exprimés                | Exprimés       | 44 361       | 93,76        | 37 010      | 83,12       |  |

#### Troisième circonscription (Altkirch)
| Candidat       | Candidat                       | Parti          | Premier tour | Premier tour | Second tour | Second tour |  |
| Candidat       | Candidat                       | Parti          | Voix         | %            | Voix        | %           |  |
| -------------- | ------------------------------ | -------------- | ------------ | ------------ | ----------- | ----------- |  |
|                | Jean-Luc Reitzer sortant réélu | RPR            | 23 622       | 46,62        | 32 394      | 66,29       |  |
|                | Michel Habib                   | PS             | 9 041        | 17,85        | 16 476      | 33,71       |  |
|                | Patrick Binder                 | FN             | 8 871        | 17,51        |             |             |  |
|                | Antoine Waechter               | MÉI            | 3 942        | 7,78         |             |             |  |
|                | Christiane Rolandez            | LO             | 1 325        | 2,62         |             |             |  |
|                | Joseph Simeoni                 | PCF            | 1 192        | 2,35         |             |             |  |
|                | Irène Boigeol                  | Divers droite  | 927          | 1,83         |             |             |  |
|                | Joseph Rolland                 | LDI (MPF)      | 878          | 1,73         |             |             |  |
|                | Martin Hell                    | Divers (UPA)   | 866          | 1,71         |             |             |  |
|                |                                |                |              |              |             |             |  |
| Inscrits       | Inscrits                       | Inscrits       | 74 259       | 100,00       | 74 259      | 100,00      |  |
| Abstentions    | Abstentions                    | Abstentions    | 20 699       | 27,87        | 21 856      | 29,43       |  |
| Votants        | Votants                        | Votants        | 53 560       | 72,13        | 52 403      | 70,57       |  |
| Blancs et nuls | Blancs et nuls                 | Blancs et nuls | 2 896        | 5,41         | 3 533       | 6,74        |  |
| Exprimés       | Exprimés                       | Exprimés       | 50 664       | 94,59        | 48 870      | 93,26       |  |

#### Quatrième circonscription (Rixheim - Saint-Louis)
| Candidat       | Candidat                       | Parti                | Premier tour | Premier tour | Second tour | Second tour |  |
| Candidat       | Candidat                       | Parti                | Voix         | %            | Voix        | %           |  |
| -------------- | ------------------------------ | -------------------- | ------------ | ------------ | ----------- | ----------- |  |
|                | Jean Ueberschlag sortant réélu | RPR                  | 15 353       | 37,56        | 27 094      | 74,01       |  |
|                | Pascal Tresch                  | FN                   | 6 621        | 16,2         | 9 513       | 25,99       |  |
|                | Monique Wiederkehr             | PS                   | 6 163        | 15,08        |             |             |  |
|                | Jean-Luc Johaneck              | Régionaliste         | 4 746        | 11,61        |             |             |  |
|                | Hubert Schneider               | Extrême droite (ADA) | 1 729        | 4,23         |             |             |  |
|                | Jean-Michel Agrimont           | GÉ                   | 1 402        | 3,43         |             |             |  |
|                | Ralph Wicky                    | MÉI                  | 1 391        | 3,4          |             |             |  |
|                | Marie-Noëlle Weber-Kopp        | LDI (MPF)            | 1 255        | 3,07         |             |             |  |
|                | Patrice Ciuti                  | LO                   | 921          | 2,25         |             |             |  |
|                | Michel Labarre                 | PCF                  | 798          | 1,95         |             |             |  |
|                | Maria Wagner                   | Divers               | 500          | 1,22         |             |             |  |
|                |                                |                      |              |              |             |             |  |
| Inscrits       | Inscrits                       | Inscrits             | 65 185       | 100,00       | 65 183      | 100,00      |  |
| Abstentions    | Abstentions                    | Abstentions          | 22 148       | 33,98        | 22 757      | 34,91       |  |
| Votants        | Votants                        | Votants              | 43 037       | 66,02        | 42 426      | 65,09       |  |
| Blancs et nuls | Blancs et nuls                 | Blancs et nuls       | 2 158        | 5,01         | 5 819       | 13,72       |  |
| Exprimés       | Exprimés                       | Exprimés             | 40 879       | 94,99        | 36 607      | 86,28       |  |

#### Cinquième circonscription (Mulhouse-Centre)
| Candidat       | Candidat                | Parti          | Premier tour | Premier tour | Second tour | Second tour |  |
| Candidat       | Candidat                | Parti          | Voix         | %            | Voix        | %           |  |
| -------------- | ----------------------- | -------------- | ------------ | ------------ | ----------- | ----------- |  |
|                | Jean-Marie Bockel élu   | PS             | 9 298        | 29,43        | 14 584      | 41,66       |  |
|                | Gérard Freulet          | FN             | 8 472        | 26,81        | 9 242       | 26,4        |  |
|                | Joseph Klifa sortant    | UDF (FD)       | 6 938        | 21,96        | 11 179      | 31,94       |  |
|                | Robert Arnaud           | Divers droite  | 1 514        | 10,25        |             |             |  |
|                | Gilbert Caristan-Lentin | GÉ             | 1 085        | 3,43         |             |             |  |
|                | Robert Hoppe            | MÉI            | 920          | 2,91         |             |             |  |
|                | Françoise Ruch          | LO             | 897          | 2,84         |             |             |  |
|                | Auguste Bechler         | PCF            | 667          | 2,11         |             |             |  |
|                | Claude Vuillard         | LDI (MPF)      | 565          | 1,79         |             |             |  |
|                | Éric Schweitzer         | MDR            | 447          | 1,41         |             |             |  |
|                | Abdelkader Djenad       | Divers gauche  | 286          | 0,91         |             |             |  |
|                | Jean-Marie Vigouret     | MDC            | 281          | 0,89         |             |             |  |
|                | Walter Anstett          | diss. UDF      | 228          | 0,72         |             |             |  |
|                |                         |                |              |              |             |             |  |
| Inscrits       | Inscrits                | Inscrits       | 51 334       | 100,00       | 51 336      | 100,00      |  |
| Abstentions    | Abstentions             | Abstentions    | 18 433       | 35,91        | 15 211      | 29,63       |  |
| Votants        | Votants                 | Votants        | 32 901       | 64,09        | 36 125      | 70,37       |  |
| Blancs et nuls | Blancs et nuls          | Blancs et nuls | 1 303        | 3,96         | 1 120       | 3,1         |  |
| Exprimés       | Exprimés                | Exprimés       | 31 598       | 96,04        | 35 005      | 96,9        |  |

#### Sixième circonscription (Mulhouse-Nord)
| Candidat       | Candidat                         | Parti          | Premier tour | Premier tour | Second tour | Second tour |  |
| Candidat       | Candidat                         | Parti          | Voix         | %            | Voix        | %           |  |
| -------------- | -------------------------------- | -------------- | ------------ | ------------ | ----------- | ----------- |  |
|                | Jean-Jacques Weber sortant réélu | UDF (FD)       | 13 083       | 30,17        | 19 566      | 41,49       |  |
|                | Joseph Spiegel                   | PS             | 12 474       | 28,76        | 18 915      | 40,11       |  |
|                | Aldo Zasio                       | FN             | 9 936        | 22,91        | 8 677       | 18,40       |  |
|                | Serge Becq                       | GÉ             | 1 267        | 2,92         |             |             |  |
|                | Yann Flory                       | MÉI            | 1 216        | 2,80         |             |             |  |
|                | Jean Kaspar                      | Divers gauche  | 1 151        | 2,65         |             |             |  |
|                | Éric Morel                       | PCF            | 1 071        | 2,47         |             |             |  |
|                | Jean-Marie Pheulpin              | LO             | 1 053        | 2,43         |             |             |  |
|                | Sylvie Manchon                   | LDI (MPF)      | 801          | 1,85         |             |             |  |
|                | Charafdine Lamouchi              | Divers         | 664          | 1,53         |             |             |  |
|                | Jean-Claude Vinel                | Divers         | 371          | 0,86         |             |             |  |
|                | Daniel Lander                    | MDC            | 284          | 0,65         |             |             |  |
|                |                                  |                |              |              |             |             |  |
| Inscrits       | Inscrits                         | Inscrits       | 68 470       | 100,00       | 68 470      | 100,00      |  |
| Abstentions    | Abstentions                      | Abstentions    | 23 059       | 33,68        | 19 794      | 28,91       |  |
| Votants        | Votants                          | Votants        | 45 411       | 66,32        | 48 676      | 71,09       |  |
| Blancs et nuls | Blancs et nuls                   | Blancs et nuls | 2 040        | 4,49         | 1 518       | 3,12        |  |
| Exprimés       | Exprimés                         | Exprimés       | 43 371       | 95,51        | 47 158      | 96,88       |  |

#### Septième circonscription (Cernay - Guebwiller)
| Candidat       | Candidat                 | Parti                | Premier tour | Premier tour | Second tour | Second tour |  |
| Candidat       | Candidat                 | Parti                | Voix         | %            | Voix        | %           |  |
| -------------- | ------------------------ | -------------------- | ------------ | ------------ | ----------- | ----------- |  |
|                | Jean-Pierre Baeumler élu | PS                   | 12 380       | 28,02        | 20 406      | 43,27       |  |
|                | Michel Habig sortant     | RPR                  | 12 159       | 27,52        | 17 929      | 38,02       |  |
|                | Jean-Marie Schneider     | FN                   | 10 013       | 22,66        | 8 824       | 18,71       |  |
|                | Jacques Muller           | Les Verts            | 2 411        | 5,46         |             |             |  |
|                | Jacques Cordonnier       | Extrême droite (ADA) | 1 844        | 4,17         |             |             |  |
|                | Judith Siboni            | Divers               | 1 637        | 3,70         |             |             |  |
|                | Aimé Sense               | LO                   | 1 530        | 3,46         |             |             |  |
|                | Aimé Muré                | PCF                  | 1 363        | 3,08         |             |             |  |
|                | Jean-Jacques Gonneau     | LDI (MPF)            | 850          | 1,92         |             |             |  |
|                |                          |                      |              |              |             |             |  |
| Inscrits       | Inscrits                 | Inscrits             | 66 481       | 100,00       | 66 480      | 100,00      |  |
| Abstentions    | Abstentions              | Abstentions          | 19 880       | 29,9         | 17 432      | 26,22       |  |
| Votants        | Votants                  | Votants              | 46 601       | 70,1         | 49 048      | 73,78       |  |
| Blancs et nuls | Blancs et nuls           | Blancs et nuls       | 2 414        | 5,18         | 1 889       | 3,85        |  |
| Exprimés       | Exprimés                 | Exprimés             | 44 187       | 94,82        | 47 159      | 96,15       |  |